# Snaidero
Snaidero ist ein italienischer Küchenhersteller mit Sitz in Majano, Region Friaul-Julisch Venetien. Das Unternehmen wurde 1946 von Rino Snaidero gegründet.
Das Bürogebäude am Firmensitz entwarf Angelo Mangiarotti 1978.
Das Unternehmen besitzt die französische Cuisiniste Arthur Bonnet und die deutsche Rational Einbauküchen.